# Fürstabt
Ein Fürstabt (lat. abbas princeps) war der Abt einer Fürstabtei (lat. abbatia principis) bzw. eines klösterlichen Reichsstifts, der zum Reichsfürsten des Heiligen Römischen Reiches „gefürstet“ wurde, was mit dem Recht von Sitz und Stimme im Reichsfürstenrat, einem der drei Räte des Reichstags des Heiligen Römischen Reiches, einherging.

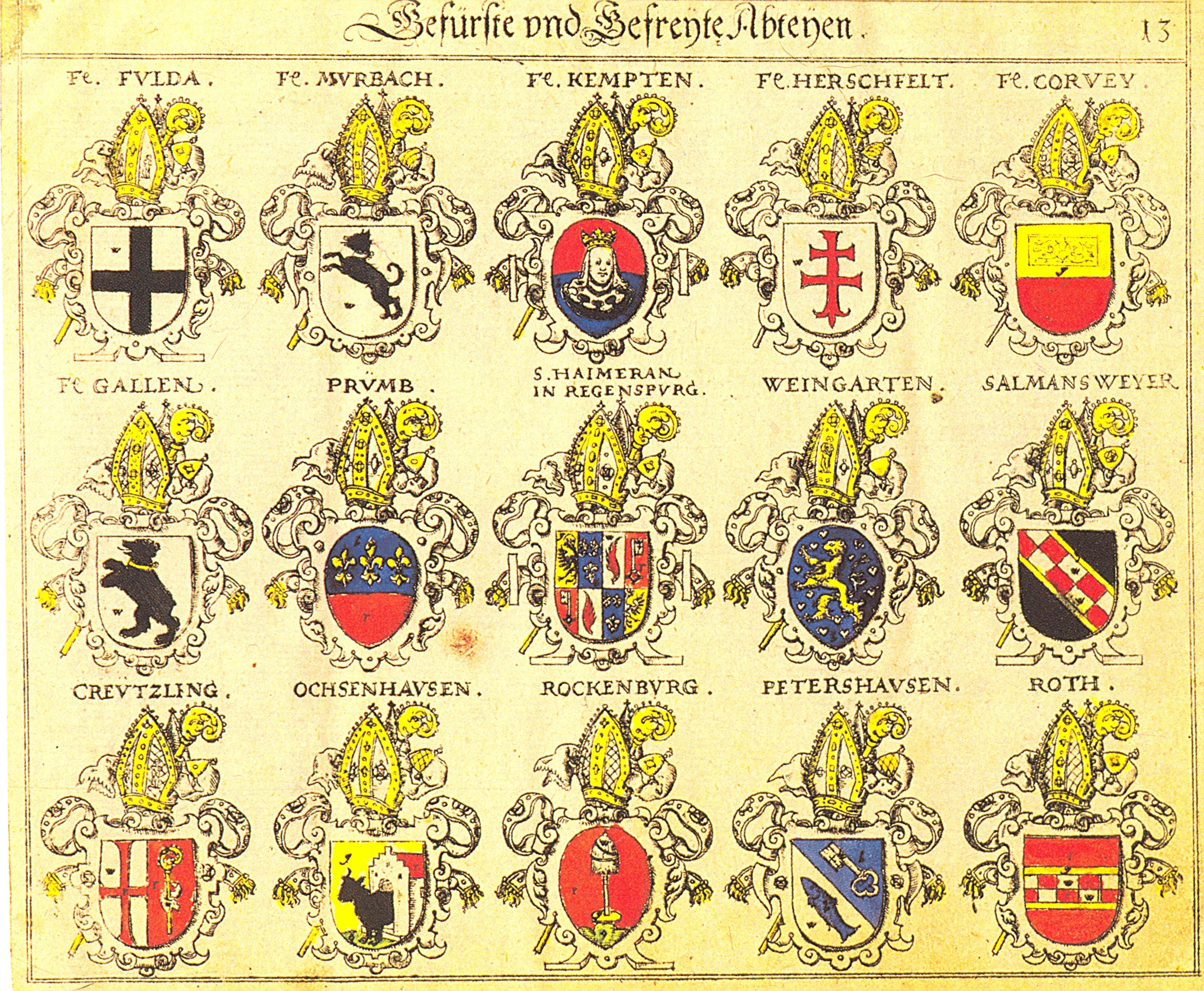
Tabelle der Fürstabteien (Fulda bis St. Heimeran zu Regensburg) und Reichsabteien (Weingarten bis Roth), in Siebmachers Wappenbuch, um 1600

Die Erhebung in den Fürstenrang erfolgte bei fünf der unten aufgeführten Fürstabteien bereits zwischen dem 12. und 14. Jahrhundert – dies im Gegensatz zu den drei gleichrangigen Fürstpropsteien, für die diese Erhebung erst ab Mitte des 16. Jahrhunderts abgeschlossen war.
Funktion, Amtswürde und Titel eines Fürstabtes wurden nach Inkrafttreten des Reichsdeputationshauptschlusses am 27. April 1803 aufgehoben. Die Verwendung der weltlichen Würdezeichen (wie Fürstenhut und -mantel) wurde 1951 durch Papst Pius XII. auch formell abgeschafft.

## Fürstabteien mit Virilstimme im Reichsfürstenrat
Der Reichsfürstenrat, einer der drei Räte des Reichstags des Heiligen Römischen Reiches, hatte am Ende 100 Sitze, die sich auf eine geistliche (37 Mitglieder) und eine weltliche Bank (63 Mitglieder) verteilten, darunter auch die Fürstäbte und Fürstprobste, jeweils mit einzelnen Virilstimmen, wobei die Äbte sich die Virilstimmen teilweise untereinander und mit den Fürstprobsteien teilen mussten. Fulda und Corvey gelang im 18. Jahrhundert der Aufstieg zum Fürstbischof.
- Fürstabt von Corvey, Virilstimme mit Stablo-Malmedy, Berchtesgaden und Weißenburg und Prüm kompetierend. → Liste der Äbte, Fürstäbte und Fürstbischöfe von Corvey (1220–1792 Fürstabtei, 1792–1803 Fürstbistum Corvey)
- Fürstabt von Fulda → Liste der Äbte, Fürstäbte und Fürstbischöfe von Fulda (1220–1752 Fürstabtei, 1752–1803 Fürstbistum Fulda)
- Fürstabt von Hersfeld → Liste der Äbte und Administratoren der Abtei Hersfeld (1220–1606/1648 Fürstabtei; 1648–1803 als weltliches Fürstentum Hersfeld Teil der Landgrafschaft Hessen-Kassel)
- Fürstabt von Kempten, Virilstimme mit Fürstprobstei Ellwangen und Murbach (mit inkorporiertem Kloster Lure) kompetierend → Liste der Äbte und Fürstäbte von Kempten
- Fürstabt von Murbach (mit inkorporiertem Kloster Lure), Virilstimme mit Ellwangen und Kempten kompetierend→ Liste der Äbte des Klosters Murbach
- Fürstabt von Prüm, Virilstimme mit Fürstpropstei Weißenburg, Fürstpropstei Berchtesgaden, Stablo-Malmedy und Corvey kompetierend. → Liste der Äbte und Fürstäbte von Prüm (ab 1222 Fürstabtei, ab 1576 Personalunion mit dem Erzbischof von Trier)
- Fürstabt von Stablo-Malmedy, Virilstimme mit Corvey, Berchtesgaden, Weißenburg und Prüm kompetierend. → Liste der Äbte und Fürstäbte von Stablo-Malmedy (ab etwa 1376 Fürstabtei)